# Zorba de Griek
Zorba de Griek (Grieks: Αλέξης Ζορμπάς, Alexis Zorbas) is een Brits-Griekse film uit 1964 van regisseur Michael Cacoyannis, gebaseerd op een roman uit 1952 van de Griekse schrijver Nikos Kazantzakis.
Zorba de Griek speelt zich af op het Griekse eiland Kreta. De titelrol is in handen van Anthony Quinn. Hij zet volgens sommigen met Alexis Zorba zijn meest gedenkwaardige rol neer. Andere belangrijke rollen zijn voor Alan Bates (als Basil, de bezoekende Engelsman en verteller van het verhaal) en Irene Papas. De film is mede bekend vanwege de muziek door componist Mikis Theodorakis, waaronder de hit De dans van Zorba van Trio Helinik.

## Verhaal
Basil, een half-Britse, half-Griekse schrijver die is opgegroeid in Engeland, is op weg naar een landelijk dorpje op Kreta, waar hij op het landgoed van zijn vader een bruinkoolmijn wil openen. Dit omdat hij momenteel met een schrijversblok kampt. Hij loopt in een haven in Griekenland de boer en musicus Zorba tegen het lijf. Deze heeft volgens eigen zeggen ervaring met mijnbouw en overtuigt Basil om met hem mee te gaan.
In het dorp worden ze enthousiast ontvangen door de arme bevolking. Ze verblijven in een klein hotel gerund door Madame Hortense, een oude Franse dame. Zorba begint een relatie met haar. In de dagen erop proberen Basil en Zorba de mijn te openen, maar het blijkt te gevaarlijk om er te werken. Zorba komt met het plan om in plaats van mijnbouw een houtzagerij te beginnen. Het enige bos in de omgeving is echter eigendom van het lokale klooster, dat veel macht heeft in het dorp. Zorba weet de monniken aan zijn kant te krijgen door ze dronken te voeren. De twee mannen ontmoeten tevens "de weduwe"; een jonge vrouw die door de dorpelingen met de nek wordt aangekeken omdat ze niet hertrouwt met een jongeman die hopeloos verliefd op haar is. Zorba denkt dat ze een oogje op Basil heeft, maar die moet daar aanvankelijk niks van weten.
Basil stuurt Zorba naar Chania om de materialen voor de houtzagerij te halen. Hij blijft echter langer weg dan verwacht en blijkt later een relatie aan te zijn gegaan met een danseres. Woedend over Zorba’s onverantwoordelijkheid, maakt Basil madame Hortense wijs dat Zorba met haar wil trouwen. Als Zorba eindelijk terugkeert, is hij vanzelfsprekend niet blij met Basils actie. Basil zelf geeft ondertussen zijn relatie met de weduwe toch een kans, maar hij wordt met haar betrapt en al snel weet het hele dorp van hun affaire. Als de jongeman dit ook hoort, pleegt hij zelfmoord. De dorpelingen houden de weduwe hiervoor verantwoordelijk en stenigen haar. Zorba probeert haar te redden, maar kan niet voorkomen dat de weduwe wordt vermoord.
Zorba probeert wanhopig zijn belofte aan Madame Hortense uit te stellen, maar ze blijft hem aan hun huwelijk herinneren. Uiteindelijk krijgt ze longontsteking en zal spoedig sterven. Omdat ze geen erfgenamen heeft, zal de staat haar bezittingen krijgen. De dorpelingen wachten in spanning haar overlijden af om haar bezittingen te kunnen plunderen. Zorba kan hen aanvankelijk tegenhouden, maar moet zich uiteindelijk gewonnen geven. Heel het hotel wordt geplunderd.
Uiteindelijk slaagt Zorba erin om zijn houtzagerij en het systeem om het hout van de heuvels naar de haven te transporteren te voltooien. Heel het dorp woont de openingsceremonie bij. De constructie blijkt ondeugdelijk en stort bij de derde boomstam al in. Voor Basil is dit de druppel, en hij besluit terug te keren naar Engeland. Voor vertrek, leert Zorba hem nog de sirtaki te dansen om Basil zo wat op te vrolijken.

## Rolverdeling
| Acteur             | Personage       | Nota                |
| ------------------ | --------------- | ------------------- |
| Anthony Quinn      | Alexis Zorba    |                     |
| Alan Bates         | Basil           |                     |
| Irene Papas        | Weduwe          |                     |
| Lila Kedrova       | Madame Hortense |                     |
| Sotiris Moustakas  | Mimithos        |                     |
| Anna Kyriakou      | Soul            |                     |
| Eleni Anousaki     | Lola            |                     |
| Yorgo Voyagis      | Pavlo           | als George Voyadjis |
| Takis Emmanuel     | Manolakas       |                     |
| Giorgos Fountas    | Mavrandoni      | als George Foundas  |
| Pia Lindström      | Peasant Girl    | verwijderde scènes  |
| George P. Cosmatos | Acne Faced Boy  |                     |

## Achtergrond

### Productie
De film is opgenomen op locatie op het Griekse eiland Kreta. De beroemde scène waarin Anthony Quinn de Sirtaki danst, is gefilmd op het strand van het dorpje Stavros op het schiereiland Akrotiri aan de noordkust van Kreta. De meeste overige scènes zijn opgenomen in het dorp Kokkino Chorio.
Voor de rol van Madame Hortense was aanvankelijk Simone Signoret gecast, maar Lila Kedrova verving haar vlak voor de productie van start ging.

### Culturele invloed
Zorba de Griek heeft wereldwijd de Sirtaki beroemd gemaakt. De dans werd speciaal voor de film bewerkt door choreograaf Giorgos Provias, en voorzien van muziek door Mikis Theodorakis. De versie zoals in de film te zien is nadien een eigen leven gaan leiden, en geldt tegenwoordig als de bekendste dans van Griekenland.
In 1968 werd de film bewerkt tot een Broadwaymusical genaamd Zorba, met Herschel Bernardi in de hoofdrol. In 1983 werd de musical opnieuw uitgebracht met Anthony Quinn en Lila Kedrova in de hoofdrollen.
In 1999 werd in Schotland de korte film Billy and Zorba gemaakt, over een man die denkt dat hij Zorba de Griek is.
Het Suske en Wiske-stripalbum Jeromba de Griek is gebaseerd op het verhaal van Zorba de Griek

## Prijzen en nominaties
De film won drie Oscars:
- Beste vrouwelijke bijrol: Lila Kedrova
- Beste artdirection: Vassilis Fotopoulos
- Beste cinematografie: Walter Lassally

Verder werd de film voor nog vier andere Oscars genomineerd:
- Beste film
- Beste regisseur (Michael Cacoyannis)
- Beste acteur (Anthony Quinn)
- Beste scenario

Andere gewonnen prijzen zijn:
- De Gouden plaat bij de David di Donatello
- Een Golden Laurel
- De NBR Award voor beste acteur
- De NBR Award voor top 10 films.